# Jerry Hopper
Jerry Hopper (* 29. Juli 1907 in Guthrie, Oklahoma; † 17. Dezember 1988 in San Clemente, Kalifornien) war ein US-amerikanischer Regisseur.

## Leben und Karriere
Jerry Hopper wurde in Guthrie, einer Kleinstadt in Oklahoma, geboren. Er arbeitete zunächst als Radioautor und als Casting Director, später diente er im Zweiten Weltkrieg und arbeitete als Filmeditor bei Paramount Pictures. Ab 1946 erhielt Hopper kleinere Engagements als Regisseur. Er führte zunächst vor allem bei musikalischen Kurzfilmen Regie. 
Anfang der 1950er-Jahre gelang ihm der Sprung zu abendfüllenden Spielfilmen, wobei diese häufig eher kostengünstig realisierte B-Movies waren. Er inszenierte unter anderem den Abenteuerfilm Herrin der Gesetzlosen (1952) mit Yvonne De Carlo, den düsteren Film noir Schwaches Alibi (1953) mit Sterling Hayden sowie das Drama Nur Du allein (1956) mit Rock Hudson und Cornell Borchers. Mit Schauspieler Charlton Heston in der Hauptrolle drehte er zwischen 1953 und 1955 insgesamt drei Filme (Pony-Express, Das Geheimnis der Inkas, Der Privatkrieg des Major Benson). Ab Ende der 1950er-Jahre arbeitete Hopper hauptsächlich als Regisseur für zahlreiche US-Fernsehserien. 1970 drehte er in Israel den Western Madron. Nach der Regie eines Fernsehfilmes im Jahr 1972 zog sich Hopper aus dem Filmgeschäft zurück.
Jerry Hopper war dreimal verheiratet; in erster Ehe von 1937 bis 1945 mit der Schauspielerin Marsha Hunt. Er war ein Cousin der Schauspielerin Glenda Farrell. Hopper starb im Dezember 1988 im Alter von 81 Jahren.

## Filmografie (Auswahl)
- 1946: Golden Slippers (Kurzfilm)
- 1952: Die Stadt der tausend Gefahren (The Atomic City)
- 1952: Herrin der Gesetzlosen (Hurricane Smith)
- 1953: Pony-Express (Pony Express)
- 1954: Das Geheimnis der Inkas (Secret of the Incas)
- 1954: Weißer Tod in Alaska (Alaska Seas)
- 1954: Schwaches Alibi (Naked Alibi)
- 1955: Und wäre die Liebe nicht... (One Desire)
- 1955: Rauchsignale (Smoke Signal)
- 1955: Der Privatkrieg des Major Benson (The Private War of Major Benson)
- 1955: Der Schläger von Chicago (The Square Jungle)
- 1956: Nur Du allein (Never Say Goodbye)
- 1956: Haie greifen an (The Sharkfighters)
- 1956: Everything But the Truth
- 1957–1958: Bachelor Father (Fernsehserie, 15 Folgen)
- 1958–1959: Westlich von Santa Fé (Fernsehserie, 4 Folgen)
- 1958–1963: Wagon Train (Fernsehserie, 22 Folgen)
- 1961: Planskizze Boston-Bank (Blueprint for Robbery)
- 1961–1966: Perry Mason (Fernsehserie, 9 Folgen)
- 1963–1966: Auf der Flucht (Fernsehserie, 14 Folgen)
- 1963, 1970: Die Leute von der Shiloh Ranch (Fernsehserie, 2 Folgen)
- 1964: The Addams Family (Fernsehserie, 4 Folgen)
- 1966–1967: Gilligans Insel (Fernsehserie, 7 Folgen)
- 1970: Madron
- 1972: Der Einsame (The Bull of the West; Fernsehfilm)